# Return to Peyton Place
Return to Peyton Place foi uma série de televisão estadunidense originalmente exibida entre 1972 e 1974, pela rede de televisão NBC. Era uma adaptação do livro Return to Peyton Place de Grace Metalious, assim como era um spin-off da série de televisão Peyton Place, exibida pela rede ABC.
Atores do seriado Peyton Place reprisaram seus papéis nesta série. Entre eles encontram-se Frank Ferguson, Evelyn Scott e Patricia Morrow, que interpretaram Eli Carson, Ada Jacks e Rita Jacks Harrington, respectivamente.
Return to Payton Place também foi a primeira série de televisão diurna a receber um especial no horário nobre, que viria a veicular cenas relacionadas com a trama de um assassinato misterioso que envolvia o seriado na época.

## Elenco
- Bettye Ackerman.... Constance MacKenzie #1 (1972)
- Susan Brown.... Constance MacKenzie Carson #2 (1972-1974)
- Katherine Glass.... Allison MacKenzie Tate #1 (1972-1973)
- Pamela Susan Shoop.... Allison MacKenzie #2 (1973-1974)
- Julie Parrish.... Betty Anderson #1 (1972-1973)
- Lynn Loring.... Betty Anderson #2 (1973-1974)
- Guy Stockwell.... Dr. Michael Rossi
- Joseph Gallison.... Steven Cord
- John Hoyt.... Martin Peyton
- Margaret Mason.... Selena Cross Rossi